# Gerald A. Browne
Pour les articles homonymes, voir Browne.
Gerald A. Browne, né le 29 novembre 1924 dans le comté de Litchfield, au Connecticut et mort le 24 juillet 2015, est un écrivain américain, auteur de roman policier.

## Biographie
Il fait des études à l'université du Nouveau-Mexique, à la faculté des lettres de Paris et à l'université Columbia. À la fin des années 1960, il travaille comme photographe de mode à Paris.  C'est là, qu'il écrit en 1968 son premier roman, It's All Zoo. En 1972, il publie Diamants mortels (11 Harrowhouse) qui devient rapidement un best-seller et est adapté dans un film britannique réalisé par Aram Avakian sous le titre Fric frac, rue des diams (11 Harrowhouse). 
En 1982, il fait paraître 19 Purchase Street (19 Purchase Street), « un livre qui reste son chef-d'œuvre », selon Claude Mesplède.
Il situe plusieurs de ses romans Diamants mortels, Émeraudes (Green Ice), 19 Purchase Street, Stone 588, Adieu Sibérie (Hot Siberian), West 47th dans « un domaine où il règne en maître incontesté : l'exécution de gros coups, souvent dans le milieu diamantaire ». Même si « l'invraisemblance marque en permanence tous les romans de Browne, (...) il allie un tel sens de la narration et une si redoutable efficacité pour mettre en scène de vrais personnages que le lecteur est captivé de bout en bout ».

## Œuvre

### Romans
- It's All Zoo (1968)
- The Ravishers (1970)
- 11 Harrowhouse (1972) Publié en français sous le titre Diamants mortels, traduit par Jack Thal, Paris, Presses de la Cité, coll. « Suspense », 1973
- Hazard (1973) Publié en français sous le titre Atout Hazard, traduit par Bernard Godec, Paris, Presses de la Cité, 1974
- The Arousers (1974)
- Slide (1976) Publié en français sous le titre Le Quatorzième Jour, traduit par Claude Gilbert, Paris, Presses de la Cité, 1977  (ISBN 2-258-00261-3)
- Green Ice (1978) Publié en français sous le titre Émeraudes, traduit par France-Marie Watkins, Paris, Éditions Olivier Orban, 1979  (ISBN 2-85565-092-5)
- 19 Purchase Street (1982) Publié en français sous le titre 19 Purchase Street, traduit par Pierre Alien, Paris, Éditions Albin Michel, coll. « Spécial Suspense », 1984  (ISBN 2-226-02023-3) ; réédition LGF, coll. « Le Livre de poche » no 7524, 1988  (ISBN 2-253-04326-5)
- Stone 588 (1986) Publié en français sous le titre Stone 588, traduit par Bernard Michel, Paris, Éditions Albin Michel, coll. « Spécial Suspense », 1987  (ISBN 2-226-03088-3)
- Hot Siberian (1989) Publié en français sous le titre Adieu Sibérie, traduit par Françoise et Guy Casaril, Paris, Éditions Albin Michel, coll. « Spécial Suspense », 1990  (ISBN 2-226-05163-5)
- 18mm Blues (1993)
- West 47th (1996)
- Rush 929 (1999)

## Filmographie

### Adaptations
- 1974 : Fric frac, rue des diams (11 Harrowhouse), film britannique réalisé par Aram Avakian, adaptation du roman 11 Harrowhouse, avec Charles Grodin, Candice Bergen, James Mason et Trevor Howard
- 1981 : Opération Green Ice (Green Ice), film britannique réalisé par Ernest Day, adaptation du roman Green Ice, avec Ryan O'Neal, Anne Archer et Omar Sharif

## Sources
: document utilisé comme source pour la rédaction de cet article.
- Claude Mesplède (dir.), Dictionnaire des littératures policières, vol. 1 : A - I, Nantes, Joseph K, coll. « Temps noir », 2007, 1054 p. (ISBN 978-2-910-68644-4, OCLC 315873251), p. 313-314